# 加納八幡神社
加納八幡神社（かのうはちまんじんじゃ）は、岐阜県岐阜市にある神社（八幡宮）である。

## 祭神
応神天皇を祀る。

## 由緒
創建時期は不明。一説では沓井城が築城されたころ、城の鬼門に位置する事から鬼門除けの神社として創建されたといい、慶長6年（1601年）、奥平信昌が加納城を築城した際、鎮座地が加納城の敷地にかかるため移転され、加納城の鬼門除けとして現在地へ鎮座した。
戦後、岐阜県神社庁が設立された際に最初の事務所が置かれていた。

## 境内社
- 秋葉神社
- 厚見稲荷神社
- 寒神社
- 琴平神社

## 交通機関
- 名鉄名古屋本線 茶所駅より徒歩で約5分。
- JR岐阜駅バスターミナル5番のりば、または名鉄岐阜のりば2番のりばで、岐阜バス岐南町線、「E15 県総合医療センター（領下経由）」または「E16 岐南町三宅」行きに乗車。